# Geico
Geico è una multinazionale italiana con sede a Cinisello Balsamo, in provincia di Milano, specializzata nella produzione e fornitura alle case automobilistiche di impianti automatizzati completi per la verniciatura delle scocche. Si è sviluppata in campo internazionale e ha realizzato alcuni tra i più importanti impianti del mondo per la verniciatura come in Brasile per FCA e Mercedes, gli impianti in Cina per Qoros e JMC-Ford e l’impianto di Mercedes in India.

## Storia
La società è fondata nel 1963 con il nome di Neri e Mandelli spa, dai cognomi dei due soci, Giuseppe ("Pippo") Neri e Giancarlo Mandelli. Nel 1965 è acquisita per il 70% dal gruppo Drysys Carrier cambiando il nome in Drysys Equipment Italiana Spa. Nei primi anni settanta, in seguito a una pesante crisi finanziaria del gruppo Drysys, il controllo passa alla società inglese Haden, quotata in Borsa. A causa della crisi dell'industria automobilistica e alle differenze culturali a livello di gestione, gli inglesi chiudono alcuni stabilimenti tra cui la Drysys Equipment Italiana. Per evitare questa decisione, nel 1976 la famiglia Neri riacquista il 51% della società con un'operazione di management buyout, cambiandone la denominazione sociale nell'attuale Geico spa.
L'azienda, guidata da Pippo Neri, è piccola ma decide di crescere all'estero (Nigeria, Russia, Serbia), entrando anche con quote di minoranza in aziende locali che producono impianti di verniciatura con tecnologie Geico. Nel febbraio 1994 Pippo Neri scompare, e la figlia Laura Neri con il marito Ali Reza Arabnia decidono di comprare tutte le quote degli eredi e con un’operazione di management buy-out acquisiscono il controllo di Gecofin, la holding famigliare. Nel 1997 Geico entra a far parte del Gruppo Comau, azienda del gruppo Fiat specializzata nell'automazione industriale. Da questa si separa nel luglio 2005, quando, Ali Reza Arabnia, genero del fondatore Pippo Neri, rileva Geico dal Gruppo Fiat per farla tornare a essere una società autonoma e indipendente a livello azionario.
Nel luglio 2006 l'azienda diventa proprietaria dei brevetti e del nome di Haden Drysys.
Nel 2011 Geico firma l'alleanza con il colosso giapponese Taikisha, entrato con il 51% delle quote, formando un gruppo ai vertici del mercato mondiale, con un turnover di 1,5 miliardi di dollari, 5.000 dipendenti e 52 sedi in 28 paesi in tutto il mondo. Geico ha la leadership per il mercato globale con l'esclusione di Giappone e Corea del Sud. Tra i clienti vi sono le maggiori case automobilistiche internazionali, tra cui Tesla, Audi, BMW, Chery, Faw, FCA, Ford, GM, Honda, Hyundai, Mazda, Mercedes, Mitsubishi, Nissan, PSA, Qoros, Renault, Volkswagen.
Nel 2013, in concomitanza con i cinquant'anni dell'azienda, viene inaugurata la nuova sede a Cinisello Balsamo e il nuovo R&D Pardis Innovation Centre per il quale l'azienda ha ottenuto diversi riconoscimenti sia a livello nazionale sia internazionale. L'innovazione tecnologica è abbinata all'innovazione culturale: nello stesso periodo viene anche inaugurato il "Giardino dei Pensieri di Laura", un luogo dedicato al benessere psico-fisico dei dipendenti. L'azienda dà anche vita alla Fondazione Pardis, per creare opportunità di inserimento lavorativo per i neolaureati.
Con il Pardis Project, lanciato nel 2005, Geico è la prima azienda al mondo a offrire un impianto di verniciatura autosufficiente dal punto di vista energetico, riducendo i consumi del 70%. L’obiettivo aziendale, fissato per il 16 giugno 2020 in occasione dell’Energy Independence Day, è stato raggiunto con 3 anni di anticipo nel 2017.

## Risultati economici
Nel 2017 i ricavi consolidati (chiuso al 31 marzo 2018) raggiungono i 2,105 miliardi di dollari con un aumento del 15,7% rispetto all'anno precedente. Ebitda di 125 milioni di dollari (+40%).